# San Marco in Boccalama
San Marco in Boccalama is een verzonken eiland in de Lagune van Venetië, in de Noord-Italiaanse regio Veneto. Het bevindt zich in de buurt van de zandbanken Motte di Volpego. San Marco in Boccalama was een archeologische site (20e eeuw), waarbij voor opgravingen het zeewater moest teruggedrongen worden door het bouwen van een droogdok.

## Naam

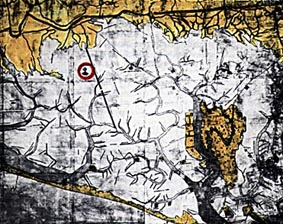
16e-eeuwse kaart waar San Marco in Boccalama nog is aangeduid in de Lagune van Venetië

- San Marco. Marcus is de patroonheilige van Venetië en op het eiland stond een kerk toegewijd aan deze heilige.
- Boccalama betekent aan de monding van het riviertje Lama. De Lama was in de Romeinse Tijd en de Middeleeuwen een zijrivier van de Brenta.

## Historiek
Reeds op kaarten in de Romeinse Oudheid werd een eiland beschreven naast de Motte di Volpego. Tot het jaar 960 stond er een kerkje toegewijd aan Maria. 
In 1013 werd gestart met een kloosterkerk toegewijd aan de heilige Marcus; een klooster verrees voor Augustijner kanunniken. Het kloosterkerkhof was een van de plekken waar tijdens pest in Venetië de pestdoden moesten begraven worden.  
Vanaf 1320 werd het eiland regelmatig bedreigd door overstromingen; het eiland in de lagune erodeerde en grote delen bleven voor lange tijd overstroomd. Dit had te maken met de omlegging van het rivierwater van de Brenta. De prior verkreeg in 1328 de financiële middelen voor herstellingen alsook om kleinere gebouwen neer te zetten. Archeologen vonden twee grote rechthoekige gebouwen op het eiland, alsook kleinere bouwwerken. Reizigers in de lagune konden overnachten in het kloosterdomein. Van 1347 tot circa 1380 lieten de kloosterlingen het eiland onbewoond achter en dit had te maken met de pest in Venetië. 
De kanunniken keerden eind 14e eeuw terug doch in de loop van de 15e eeuw bleken de kloostergebouwen danig in verval door het wassende water. Het was er ook ongezond wonen. Paus Eugenius IV liet een parochiepriester aanstellen voor San Marco in Boccolama. De paus bepaalde dat deze priester niet op het eiland moest blijven doch aan het werk kon in de kathedraal van Castello. De aanstelling voor San Marco in Baccolama was een formaliteit of genoemd sinecure in kerkelijke termen. In de 17e eeuw verdween het eiland van de kaarten aangezien het niet meer te betreden was.
In de 20e eeuw waren er twee periodes van archeologische opgravingen, een in de jaren 1960 en een tweede in 1996-1997. Naast het blootleggen van de kloostergebouwen groeven de archeologen een galeischip op. Dit schip was er aangemeerd in de middeleeuwen.